# Garena Free Fire
『Garena Free Fire』（ガレナ フリーファイア、Free Fire Battlegroundsまたは単にFree Fireとも表記）は、Garenaが開発・配信するモバイル用バトルロイヤルゲーム。同作は2017年12月4日にAndroidとiOS向けにリリースされた。
2019年5月時点でFree Fireの登録ユーザーは1億人を超えている。2019年11月時点で同作は登録ユーザー数が4億5000万人以上となり、世界で10億ドル以上の収益を上げている。
本作は最大50人のプレイヤーが武器とアイテムを探し他のプレイヤーを倒すために島へとパラシュート降下を行う。プレイヤーは開始地点を任意に選択でき、生き延びるために武器と物資を獲得する。
2018年10月、Free FireはAndroid端末で750万ダウンロードに到達し、最もダウンロードされたAndroidゲームの一つになった。同作の人気により、2018年のGoogle Play Storeの「Best Popular Vote Game」賞を獲得し、更にプロの大会が創設されることになった。
メディアミックスとして、アニメ化が発表されている。

## ゲームプレイ
Garena Free Fireは、三人称でプレイされるオンライン専用アクションアドベンチャーバトルロイヤルゲームである。
プレイヤーがゲームに参加すると島の上空を飛ぶ航空機の中へと入る。飛行機が島の上空を飛行中にプレイヤーは任意のポイントで飛び降りることが可能なため、敵から離れた戦略的地点に着陸することができる。着陸後はプレイヤーは武器と実用的なアイテムを探しに行かなければならない。医療器具、中～大型の武器、グレネード及びその他のアイテムは島内の至る所で見つけられる。プレイヤーの最終目標は最大50-51人のオンラインプレイヤーがいる島から生き延びることであり、道中でプレイヤーが遭遇する全ての敵を排除し、自分が確実に唯一の生存者となる必要がある。

## 評価
グラフィックは「低～中スペックの携帯電話にメリットがある」と説明されているが、あるレビューアーは「優れたグラフィックのゲームが大事なら、Free Fire Battlegroundsをプレイすることは勧めない。しかし、バトルロイヤルゲームが好きで友達と楽しみたいなら間違いなくプレイすべきだ」と述べた。
『Rules of Survival』（同じジャンルの別のモバイルゲーム）との比較で、「TechTudo」のTais Carvalhoは、Free Fireは「パフォーマンスを優先しているため、あらゆる種類の端末にとって最適な選択肢になる。ゲームプレイは優れており、やりがいのある戦闘を楽しませ、提供するのに十分なコンテンツがある」とコメントした。彼女はキャラクターとスキルの進行についてそれらを「派手なアドオン」と述べた。
Google Playの2019年の「年間最優秀アプリ」リストで、Free Fireは「Best Popular Voted Game」部門で受賞し、ブラジルとタイで最も公に投票された。
Garena Free Fireは『PUBGMobile』『Fortnite』『Call of Duty：Mobile』に次いで最も人気のあるバトルロイヤルモバイルゲームの1つである。Free Fireは、2018年の第4四半期にGoogle Play Storeで4番目に多くダウンロードされたゲームであり、iOSとGoogle Play Storeの合計で2018年に世界で4番目に多くダウンロードされたゲームであった。同作は2018年に約1億8200万ダウンロードされ、2番目に多くダウンロードされたバトルロイヤルモバイルゲーム（Fortniteを上回り、PUBG Mobileに次ぐ）となり 、2018年12月の月間収益は約1930万米ドル（約21億円）に達し、Garenaにとって大きな経済的成功となった。
12月末時点で、このアプリはインド、インドネシア、ブラジルで人気を博している。

## アニメ版
2025年5月、Garena Online Private LimitedとKADOKAWAの2社共同出資によるアニメ化が発表された。日本を含む全世界にて放送および配信予定。

### スタッフ (アニメ版)
- 監督 - 高橋賢[19]
- アニメーション制作 - studio CANDY BOX[19]
- 音楽 - 藤本コウジ[19]